# Michelle Coleman
Michelle Elizabeth Coleman (Vallentuna, 31 ottobre 1993) è un'ex nuotatrice svedese.

## Carriera
Coleman vince due medaglie di bronzo nelle staffette 4x100m stile libero e 4x200m stile libero agli Europei giovanili di Praga 2009. L'anno successivo disputa i Mondiali in vasca corta di Dubai 2010 partecipando a tutte e tre le staffette e gareggiando individualmente nei 50m dorso (23º posto) e nei 100m dorso (22º posto). La staffetta 4x100m stile libero le fa guadagnare la medaglia d'argento agli Europei Debrecen 2012. Sempre in staffetta, Coleman prende parte anche alle Olimpiadi di Londra 2012 raggiungendo la finale nella 4x100m stile libero, culminata con la squalifica della Svezia, e non riuscendo a superare le batterie della 4x100m misti con il decimo posto.
Grazie alle staffette, in questo caso la 4x50m stile libero e la 4x50m misti, va ancora a medaglia conquistando due argenti agli Europei in vasca corta di Herning 2013, e in questa edizione dei campionati vince anche un bronzo da individualista nei 50m dorso. Continua la scia di medaglie vinte con la Svezia contribuendo al secondo posto ottenuto nella staffetta 4x100m misti, dietro alla Cina e davanti all'Australia, ai Mondiali di Kazan' 2015. Alla sua seconda esperienza olimpica, durante i Giochi di Rio de Janeiro 2016, ottiene due quinti posti nelle staffette 4x100m stile libero e 4x200m stile libero, manca la finale nella 4x100m misti con il nono posto, e personalmente si classifica settima nei 200m stile libero. Negli anni successivi si afferma come staffettista specialmente nella vasca corta, conquistando varie medaglie a livello europeo e mondiale. Nel 2023 vince il suo primo oro individuale durante gli europei in corta di Otopeni, affermandosi nei 50 metri stile libero. 

## Palmarès
- Mondiali

Kazan' 2015: argento nella 4x100m misti.
Doha 2024: argento nella 4x100m misti.
- Mondiali in vasca corta

Abu Dhabi 2021: oro nella 4x50m misti e nella 4x100m misti, argento nella 4x50m sl e bronzo nella 4x100m sl.
Melbourne 2022: bronzo nella 4x50m misti.
- Europei

Debrecen 2012: argento nella 4x100m sl.
Berlino 2014: oro nella 4x100m sl, argento nella 4x200m sl e nella 4x100m misti, bronzo nei 100m sl.
- Europei in vasca corta

Herning 2013: argento nella 4x50m sl e nella 4x50m misti, bronzo nei 50m dorso.
Copenaghen 2017: oro nella 4x50m misti e argento nella 4x50m sl.
Otopeni 2023: oro nei 50m sl, nella 4x50m sl e nella 4x50m misti.
- Europei giovanili

Praga 2009: bronzo nella 4x100m sl e nella 4x200m sl.

## Primati personali
I suoi primati personali in vasca da 50 metri sono:
- 50 m stile libero: 24"26 (2019)
- 100 m stile libero: 53"04 (2019)
- 200 m stile libero: 1'55"64 (2017)
- 400 m stile libero: 4'07"61 (2016)
- 100 m dorso: 59"62 (2021)
- 50 m delfino: 26"05 (2021)

I suoi primati personali in vasca da 25 metri sono:
- 50 m stile libero: 23"52 (2023)
- 100 m stile libero: 51"47 (2019)
- 200 m stile libero: 1'53"51 (2013)
- 100 m dorso: 56"57 (2018)
- 200 m dorso: 2'03"26 (2014)
- 100 m misti: 58"54 (2021)

## International Swimming League
| Stagione 2020  | Stagione 2021  |
| -------------- | -------------- |
| Toronto Titans | Toronto Titans |